# Tchitrec malgache
Terpsiphone mutata
Espèce
Statut de conservation UICN

 LC  : Préoccupation mineure
Le Tchitrec malgache (Terpsiphone mutata) est une espèce d'oiseaux de la famille des Monarchidae.